# Стрельна (озеро)
Стрельна (англ. Strelna Lake, Big Lake) — озеро в американском штате Аляска, располагается на территории зоны переписи населения Коппер-Ривер в составе Неорганизованного боро.
Озеро находится на высоте 341 м над уровнем моря в северо-западной части международной системы парков Клуэйн, Рангел-Сент-Элайас, Глейшер-Бей и Татшеншини-Алсек. Имеет продолговатую форму, ориентированную в направлении северо-запад — юго-восток. Площадь озера — 1,17 км².